# جون إنغلس
جون إنغلس (بالإنجليزية: John Engels)‏ هو شاعر أمريكي، ولد في 19 يناير 1931 في ساوث بند في الولايات المتحدة، وتوفي في 13 يونيو 2007 في برلينغتون في الولايات المتحدة.